# Atrichoproctus uncinatus
Atrichoproctus uncinatus är en spindeldjursart som beskrevs av Flechtmann 1967. Atrichoproctus uncinatus ingår i släktet Atrichoproctus och familjen Tetranychidae. Inga underarter finns listade.